# Omicidio di Gabriella Bisi

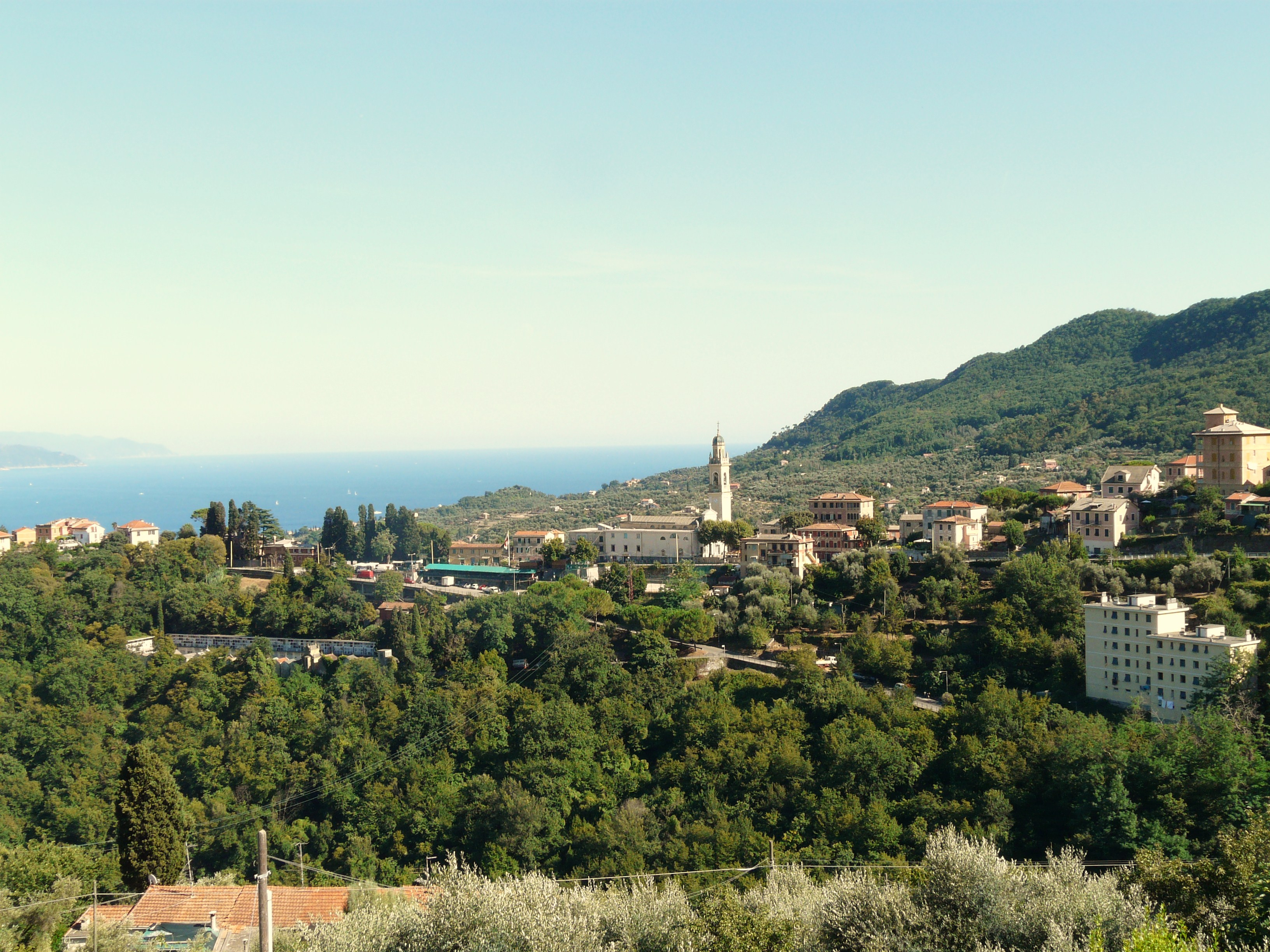
San Lorenzo della Costa dove Bisi è partita verso Rapallo in autostop

L'omicidio di Gabriella Bisi è un caso di cronaca nera, avvenuto tra il 2 e il 3 agosto 1987, tra Rapallo e Chiavari, in provincia di Genova. La vittima era una giovane vedova, architetto e arredatrice di 35 anni. Il delitto è rimasto irrisolto.

## Cronologia degli eventi
Gabriella Bisi, nata a Milano nel 1952, era un architetto che viveva in Piazzale Biancamano, all'altezza di via Moscova, e si occupava di design e arredamento d'interni nel mobilificio del padre in viale Tunisia. Era rimasta orfana di madre da piccola e poi vedova nel 1978 a causa di un incidente stradale in cui il marito, Sergio Princivalli, aveva perso la vita; lo aveva conosciuto e sposato ad Angera, sul Lago Maggiore, il paese d'origine della sua famiglia. Aveva una sorella più piccola e un fratellastro, avuto dal padre con un successivo matrimonio. Bisi era solita frequentare per le vacanze estive – come tanti lombardi – il Golfo del Tigullio, anche perché possedeva una casa proprio a Rapallo, in via dei Pini 8.
Sabato 1º agosto 1987, la donna arrivò nella città rivierasca per passare qualche giorno al mare con alcune amiche milanesi e prepararsi al sabato successivo, quando sarebbero dovute partire per un vacanza sull'isola di Ponza. La sera del suo arrivo Bisi uscì a cena con quello che era il suo amante, Mauro Gandini, 37 anni, sposato, imprenditore alberghiero di Santa Margherita Ligure, già noto nella zona. I due passarono la notte insieme, come raccontato da Gabriella ad una sua amica il mattino successivo, quando si fece portare in una villa dell'amica a San Lorenzo della Costa, sulle alture di Santa Margherita, proprio da Gandini.
Domenica 2 agosto 1987, Gabriella passò tutta la giornata con le sue amiche Cristina Patrini, la madre di lei e Paola Rovedi, ricevendo nel pomeriggio due telefonate da Gandini, in cui l'uomo si scusava per l'annullamento del loro appuntamento serale poiché sarebbe dovuto andare ad una festa con la moglie. Gabriella accettò l'invito a cena delle sue amiche alla trattoria "Da Paladino" di Santa Margherita per le ore 21, ma chiese prima di poter tornare a Rapallo a cambiarsi e prendere la sua macchina, una Fiat 127. Una sua amica le offrì un passaggio, ma Gabriella rifiutò. Si fece una doccia a casa dell'amica, si vestì con una gonna nera e un abito a pois bianchi, e sotto un costume nero: gli stessi vestiti con i quali verrà ritrovata morta. Alle ore 19 uscì dalla casa dell'amica di San Lorenzo in direzione di Rapallo.

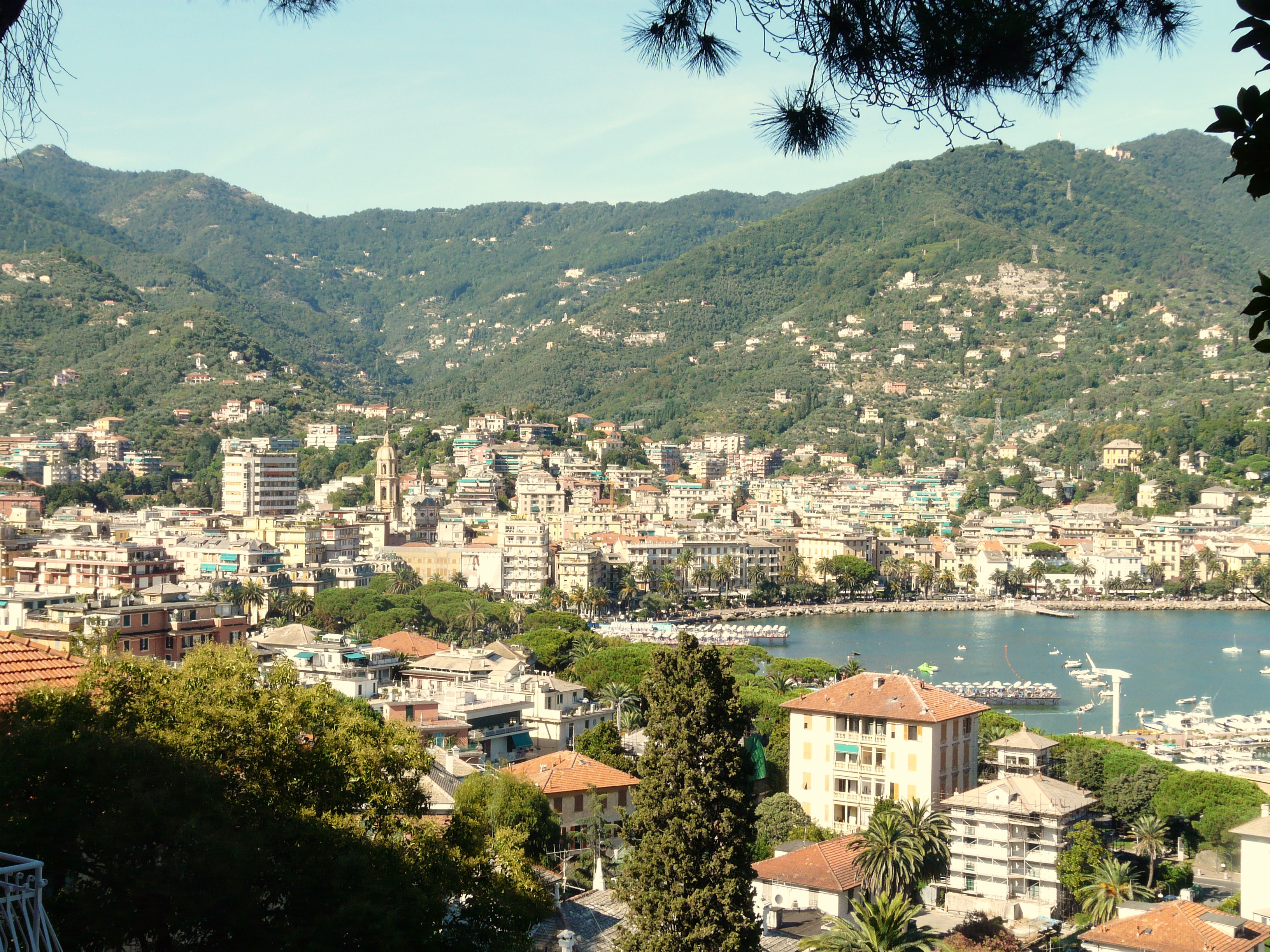
Rapallo, dove Bisi risiedeva in estate e dove sarebbe poi scomparsa prima del suo assassinio

Due ore dopo, la sera di quella domenica, Gabriella non si presentò all'appuntamento che aveva con le amiche al ristorante. Cristina Patrini telefonò alle ore 22 alla casa di via dei Pini, ma gli squilli andarono a vuoto. Il giorno dopo chiamerà anche lo stesso Gandini, che in qualche modo cercherà di rassicurarla: neanche lui aveva sentito Gabriella ma con buona probabilità era partita per Corniglia, dove doveva trascorrere alcuni giorni con altri amici milanesi. Subito sorsero dubbi su questa versione poiché Gabriella era una persona che avvertiva se cambiava i propri piani. Un'altra stranezza fu che la donna aveva rifiutato il passaggio in auto a Rapallo, dicendo che avrebbe preferito fare l'autostop, qualcosa che non era il tipo da fare e le amiche credevano fosse una battuta.

## Indagini e ipotesi giudiziarie
Le ricerche degli amici nei giorni successivi non condussero ad alcun risultato e giovedì 6 agosto venne dato l'allarme per la scomparsa. Lo stesso Gandini e un'amica di Gabriella, Silvia Albini, si recarono a Corniglia dove scoprirono che la donna era sì stata invitata in precedenza ma che non era effettivamente attesa da nessuno. Le perquisizioni della polizia nella casa di via dei Pini 8 trovarono la porta chiusa ma non a chiave, una finestra aperta, 2 milioni di lire appena ritirati per la vacanza a Ponza su un tavolo, una sveglia impostata alle 8:10 per prendere il treno per le Cinque Terre, del caffè non finito, tutti indizi che fecero subito pensare a una certa fretta da parte della Bisi e perché qualcuno la stava aspettando. La Fiat 127 era rimasta parcheggiata in via Sage, vicino a via dei Pini.
L'ipotesi di un rapimento con ricatto economico venne subito esclusa dal padre, Giuseppe Bisi, ritenendola improbabile dato che la loro era una piccola impresa a conduzione familiare come tante. Si scoprì poi che nessuno degli autisti delle corriere in servizio quella sera tra Santa Margherita e Rapallo ricordò di averla mai caricata a bordo, i suoi capelli rossi avrebbero certamente dato nell'occhio; invece, una coppia di pensionati ricorderà di essere stata approcciata da una donna che cercava un passaggio per Rapallo davanti alla chiesa di San Lorenzo, ma essendo diretti verso Camogli si erano subito congedati.
Le cerchie di amici della donna vennero subito scandagliate dalle autorità e tutti vennero interrogati più volte dalla procura della Repubblica di Chiavari. Gli inquirenti avevano poche piste su cui indagare, perché la donna scomparsa conduceva una vita trasparente tra lavoro e amicizie.
Giovedì 13 agosto 1987 verso le 11:30, poco più di dieci giorni dalla scomparsa, una telefonata anonima alla polizia rivelò dove si trovasse il cadavere di Gabriella Bisi, ormai irriconoscibile: su un'altura denominata "collina delle Grazie", lungo la via Aurelia, in un boschetto di acacie tra Zoagli e Chiavari. La donna era stata strangolata lì tra la sera del 2 e la mattina del 3 agosto, con gli slip neri del suo costume con l'aiuto di una robinia, come una sorta di garrota per venti volte, poi l'assassino aveva cercato di liberarsi del corpo, tentando di bruciarlo. Venne infatti trovata una tanica di benzina quasi vuota vicino al cadavere in avanzato stato di decomposizione, per via del caldo estivo, della lunga esposizione al sole e degli animali selvatici. L'identità del corpo venne confermata all'obitorio di Chiavari sia dal padre Giuseppe, rientrato precipitosamente dalle vacanze, sia dal dentista di famiglia venuto da Milano con la cartella clinica.
Il medico legale, la dottoressa Elisabetta Schiappacasse, evidenziò che gli slip non erano stati strappati con la forza, che la vittima aveva avuto un rapporto sessuale consenziente e che gli abiti erano gli stessi indossati il giorno della scomparsa, quindi a Rapallo non si era cambiata. Si ipotizzò un gioco erotico finito male con la successiva fuga del o degli altri partecipanti e che il corpo fosse stato portato sulla collina successivamente. Il fatto che sul luogo del delitto fosse stata portata la vittima esanime troverebbe conferma in quell'unico sandalo trovato sul sentiero che conduceva allo spiazzo, a qualche metro di distanza dal corpo.
Le indagini, coordinate dal sostituto procuratore Giorgio Pasquinoli, si concentrarono subito su Mauro Gandini. L'imprenditore non nascose la relazione che lo univa alla vittima ma era anche in grado di fornire un alibi per la serata di domenica: era ad una festa in una villa di amici e con sua moglie proprio a Santa Margherita, alla presenza di almeno venti invitati che avrebbero testimoniato in suo favore; tuttavia durante la festa si ubriacò, cadde nella piscina e con la scusa di cambiarsi d'abito si assentò per più di due ore. Emerse anche che l'imprenditore alberghiero fosse vicino agli ambienti dell'estrema destra ed era solito girare armato di P38, oltre ad avere un arsenale in casa.
In un rapporto giudiziario scritto dal maresciallo Egidio Piana si parlerà di indagini svolte fino a quel momento con una "superficialità talmente evidente, da rasentare vere e proprie omissioni". Il quotidiano Il Secolo XIX portò alla ribalta elementi poco considerati dagli inquirenti, ma fermandosi ai primi interrogativi. Che l'arredatrice fosse rientrata in via dei Pini la sera del suo omicidio era certo, ma il precipitarsi fuori senza finire una tazzina di caffè e abbandonare quella somma di denaro con la casa aperta per raggiungere qualcuno a bordo di un'auto o di un motorino, fu sempre il dilemma principale del delitto, tanto da far ipotizzare ad un altro amante oltre a Gandini. Altre piste porteranno gli inquirenti nei mesi successivi a Milano, sulle tracce di un altro spasimante di Bisi, un uomo sposato che le inviava lettere d'amore dal contenuto delirante; a Varese, sulla scena di un delitto dai contorni simili a quello di Bisi, l'omicidio di Lidia Macchi; un'altra ancora chiamerà in causa la Criminalpol su un ex fidanzato di Bisi trasferitosi a vivere all'estero. Nell'aprile 1988 i carabinieri entrarono poi in possesso della borsa di Bisi, una sacca di tela beige con dentro soldi, documenti, un paio di mutande nere e una copia del Cosmopolitan, ma senza nessun'altra traccia rilevante.
Il 15 agosto 1990 il caso venne definitivamente archiviato dalle autorità, restando irrisolto.
Del caso si è occupato il programma televisivo Chi l'ha visto? nel novembre 2015. L' 11 agosto 2025 viene inviata una lettera anonima al Corriere della Sera da parte di una persona che sostiene di aver avuto una relazione con Gabriella Bisi, e suggerisce che il colpevole vada ricercato fra gli amici di Gandini.